# Imma platyxantha
Imma platyxantha är en fjärilsart som beskrevs av Turner 1913. Imma platyxantha ingår i släktet Imma och familjen Immidae. Inga underarter finns listade i Catalogue of Life.